# Dipropyldisulfid
Dipropyldisulfid ist eine chemische Verbindung aus der Gruppe der Disulfide.

## Vorkommen
Dipropyldisulfid kommt natürlich in Schnittlauch, Gemüselauch und in hoher Konzentration in Zwiebeln vor.

## Gewinnung und Darstellung
Dipropyldisulfid kann durch Reaktion von 1-Propanthiol mit Iod gewonnen werden.
{\displaystyle \mathrm {2\ CH_{3}CH_{2}CH_{2}S-H+I_{2}\longrightarrow } }{\displaystyle \mathrm {CH_{3}CH_{2}CH_{2}S-SCH_{2}CH_{2}CH_{3}+2\ HI} }

## Eigenschaften
Dipropyldisulfid ist eine übelriechende farblose Flüssigkeit, die schwer löslich in Wasser ist. Der Siedepunkt bei Normaldruck beträgt 193–194 °C. Die Dampfdruckfunktion ergibt sich nach Antoine entsprechend log10(P) = A−(B/(T+C)) (P in bar, T in K) mit A = 4,09987, B = 1603,577 und C = −77,325 im Temperaturbereich von 390,6 bis 447,0 K.